# Isela Vega
Isela Vega Durazo (Hermosillo, Sonora, 5 de noviembre de 1939 - Ciudad de México, 9 de marzo de 2021) fue una actriz, cantautora y guionista mexicana. Fue recordada por su papel en la película Por mis pistolas (1968), junto a Mario Moreno "Cantinflas".

## Biografía y carrera
Nació en Hermosillo, Sonora en 1939, siendo hija de Arturo Vega y su esposa María Durazo, ambos oriundos de Sonora.
En 1957, cuando tenía 18 años, fue elegida Princesa del Carnaval de Mazatlán, lo que le abre las puertas para iniciarse en el mundo del modelaje, por lo que viaja a Estados Unidos para estudiar inglés y modelaje lo que la llevó a la postre de ser la representante mexicana en el Reinado Internacional del Café 1961 en Manizales, Colombia.
Cantó boleros y otras canciones en bares de la Ciudad de México, como el Impala del Hotel Regis, el Hilton y el Terraza Casino, entre otros. Después, participó como modelo del programa Max Factor Hollywood en 1959, mientras tomaba clases de actuación. Al año siguiente, tuvo su debut en la pantalla grande con un papel en la cinta Verano violento (1960) junto a Pedro Armendáriz, Guillermo Murray y Gustavo Rojo.
Su debut en teatro es en la misma época con la comedia Una viuda y sus millones, de Alfonso Anaya, en el Teatro Venustiano Carranza.
Para 1960, después de varias participaciones en algunas películas mexicanas, se convierte en símbolo sexual. En 1967, protagoniza Don Juan 67, al lado del comediante Mauricio Garcés, y su carrera comienza a tener éxito. En 1972, es nominada al Ariel como mejor actriz por el largometraje Las reglas del juego, filmada en 1971 con José Alonso, Enrique Rambal y Héctor Suárez, entre otros. El mismo año hace el filme La cama, dirigida por Emilio Gómez Muriel. 

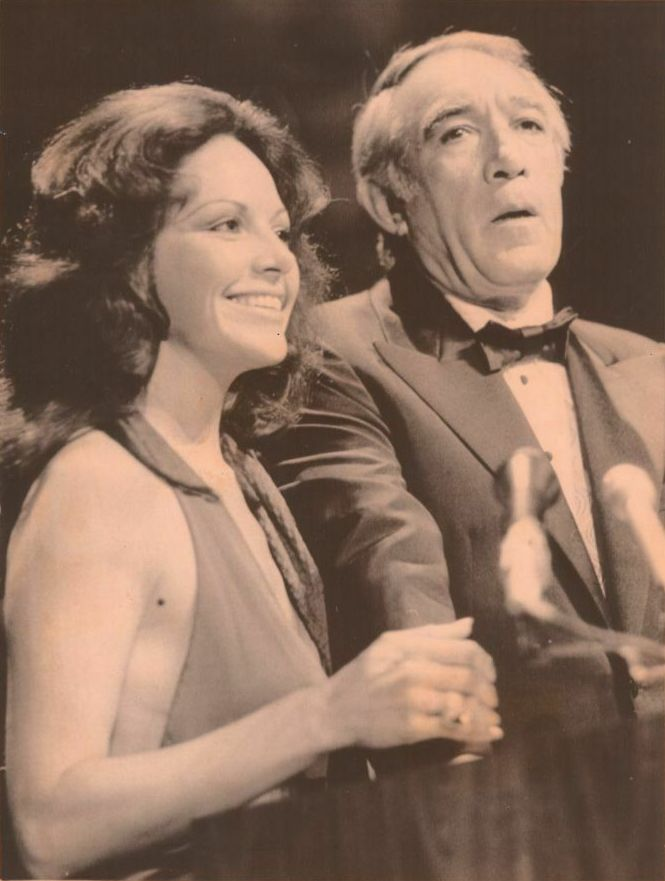
Isela Vega junto a Anthony Quinn en 1975.

En 1974, aparece completamente desnuda en la revista Playboy, en el número de julio de ese año, convirtiéndose en la primera mujer latina en aparecer en la versión norteamericana de la revista.
Ese año, hace su debut en el cine extranjero con la película The deadly trackers, seguido del largometraje de Sam Peckinpah Quiero la cabeza de Alfredo García, por el que es nominada al Ariel como mejor actriz. Además, con esta cinta incursiona en el terreno musical profesionalmente, al interpretar y escribir "Bennie's Song", una de las canciones de la película.
En 1977 filma La viuda negra, de Arturo Ripstein, compartiendo créditos con Mario Almada. Su actuación en esta película la hace ganadora del Ariel a mejor actriz. En 1986, prueba una nueva faceta del cine: la dirección, la producción y la escritura, con su película Las amantes del señor de la noche.
En 1999 actúa en la comedia política La ley de Herodes, con Damián Alcázar y Pedro Armendáriz Jr.
En 2004 se integra al elenco de la cinta Puños rosa, con Jesús Ochoa y Cecilia Suárez.
En 2006 se une al proyecto de la película Mujer alabastrina, compartiendo créditos con Ana Claudia Talancón.
2007 es el año que marca su regreso a las telenovelas con una participación especial en el melodrama, Pasión.
En 2008, aparece en un capítulo de la serie Mujeres asesinas titulado "Margarita, ponzoñosa" dando vida a Margarita Rascón, para el mismo año, aparece en otros proyectos cinematográficos como Crepúsculo rojo, Crónicas chilangas, Amar y El muro de al lado.
En 2009, actúa en la película Amar, donde interpreta el papel de Concha, junto a Javier López "Chabelo", Benito en la película, formando parte de las parejas protagónicas del film mexicano.
También en este año, tiene una actuación especial en la película Arráncame la vida y se integra al elenco de la serie Terminales junto a Alfonso Herrera y en ambos proyectos, al lado de la actriz Ana Claudia Talancón.
En 2010 regresa a la televisión con la telenovela juvenil Niña de mi corazón al lado de Paulina Goto y Erick Elías. Ese mismo año sale en la famosa película: El Infierno, del director: Luis Estrada y junto a los actores: Damián Alcázar, Joaquín Cosío y Ernesto Gómez Cruz.
En 2014 interpreta a Doña Eloísa Ángeles en la telenovela Muchacha italiana viene a casarse, donde compartió créditos con Livia Brito y José Ron.

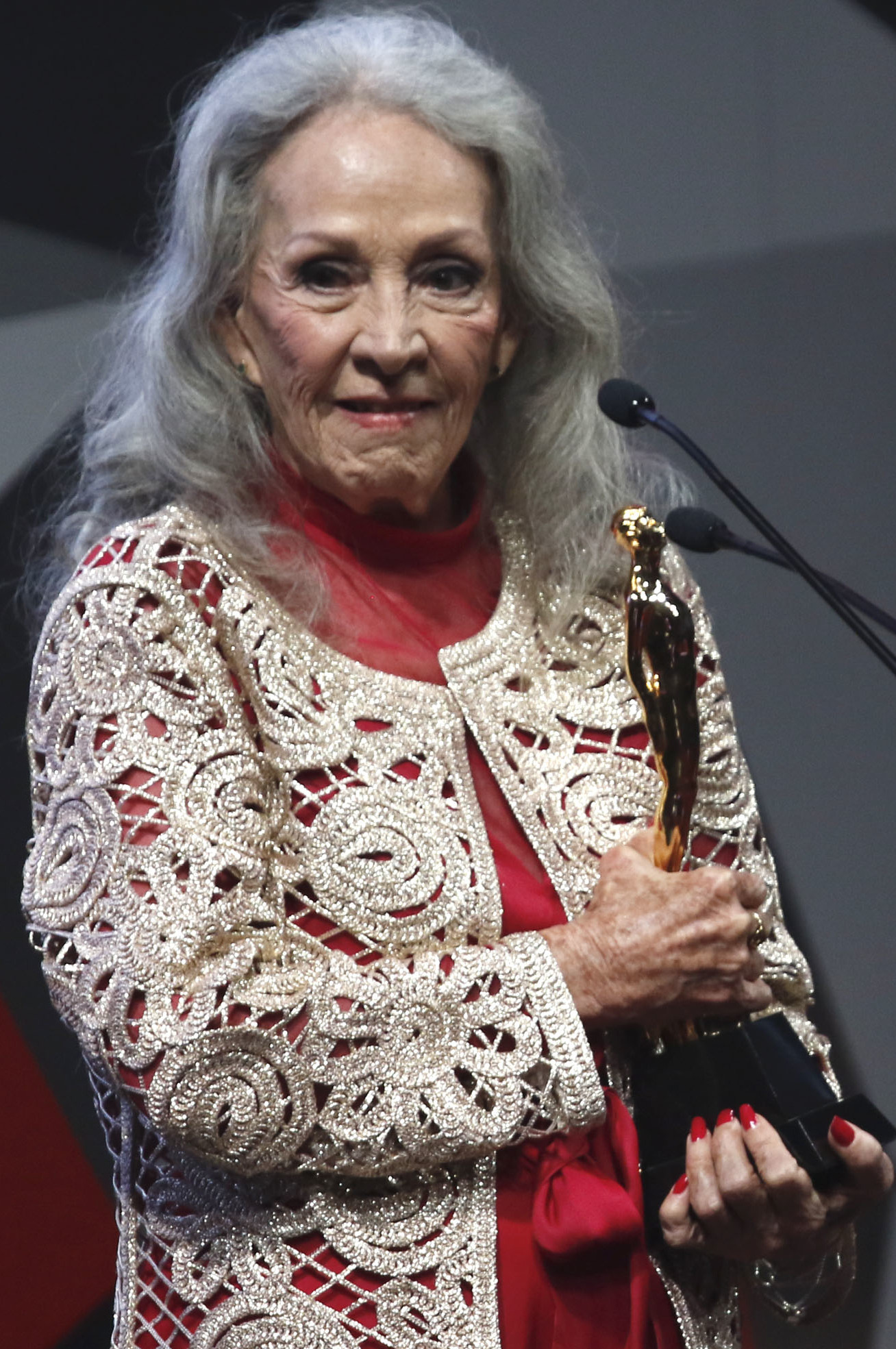
Isela Vega en 2017.

En 2017 la Academia Mexicana de las Artes y Ciencias Cinematográficas (AMACC) le concede el Ariel de Oro por trayectoria en más de cincuenta años de presencia en el medio cinematográfico.
En 2018 se integra al elenco estelar de la telenovela juvenil LIKE, compartiendo escenas con un elenco de jóvenes actores. Ese mismo año forma parte del elenco de Island of the Dolls, película rodada en Xochimilco y dirigida por Sebastian Mantilla.
En 2020 realiza una extraordinaria participación en la exitosa serie producida por Netflix y dirigida por Manolo Caro, en La Casa de las Flores, en el papel de Victoria Aguirre.
Entre telenovelas y películas, participó en más de 90 producciones, tanto mexicanas y estadounidenses como brasileñas, argentinas, australianas e inglesas.

### Vida personal y muerte
Tuvo un hijo, actor y cantante, Arturo Vázquez con el cantante Alberto Vázquez, con quien estuvo casada por un tiempo, y una hija llamada Shaula Obscura Vega, exconvicta en Delhi 2003 por robo, fruto de un romance que vivió con el actor Jorge Luke.
El 9 de marzo de 2021, Vega falleció en Ciudad de México a los 81 años de edad, a causa de un cáncer no revelado con el que se había encontrado luchando un mes antes. Tras un frustrado intento de enterrarla en el Panteón Jardín, su cuerpo fue cremado y sus cenizas fueron llevadas a Acapulco, donde se esparcieron frente a la casa en la pasó sus últimos años de vida.

## Filmografía

### Televisión
- El acuerdo Rhinemann (1977) - Anna
- The Greatest American Hero (1983) - Serena Delvera
- Rituales (1984) - María
- La rosa amarilla (1984) - Juanita Díaz
- Stingray (1986) - Isabel Rodríguez
- Señora tentación (1994) - Tamara
- Los padres de hoy y del mañana (1996) - Conductora
- Conan (1997) - Hag
- Gente bien (1997) - Mercedes Figueroa
- Ramona (2000) - Matea
- Amor descarado (2003) - Nora
- Pasión (2007) - María Jula "La Paisana"
- Terminales (2008) - Emma Díaz
- Mujeres asesinas (2008) - Margarita Rascón
- El Pantera (2009) - Procuradora
- Niña de mi corazón (2010) - Doña Belén
- María de Todos los Ángeles (2013) - Chavela "Chavelita"
- Muchacha italiana viene a casarse (2014-2015) - Doña Eloísa Ángeles
- Como dice el dicho (2016) - Paloma
- Yago (2016)
- El Chema (2016-2017) - Doña Cecilia Mendivil
- Érase una vez (2017) - Águeda[7]
- Hoy voy a cambiar (2017) - La Bruja
- Sin tu mirada (2017-2018) - Dominga Zepahua
- Like (2018-2019) - Eduarda "Lala"
- La casa de las flores (2019-2020) - Doña Victoria Aguirre

### Cine
- Verano violento (1960) - Carmen
- La rabia por dentro (1962)
- Rabia (1966)
- Mujeres, mujeres, mujeres (1967)
- Don Juan 67 (1967) - Carmen
- S.O.S. Conspiración bikini (1967)
- Las sicodélicas (1968) - Daliliah
- La cama (1968)
- Por mis pistolas (1968) - Lupita Sánchez
- Las pecadoras (1968)
- El deseo llega de noche (1968)
- La cámara del terror (1968) - Hélga
- Las pirañas aman en cuaresma (1969) - Eulalia "Lala" Portela
- La señora Muerte (1969) - Lisa
- Enigma de muerte (1969) - Estrella
- Las impuras (1969)
- Las golfas (1969) - Otilia
- El deseo llega de noche (1969) - Leda
- Cuernos debajo de la cama (1969) - Elsa
- Pacto diabólico (1969)
- El matrimonio es como el demonio (1969) - Aloha
- La buscona (1970)
- El oficio más antiguo del mundo (1970) - Yolanda
- Prohibido (1970) - Señora Vega
- La primavera de los escorpiones (1971) - Isabel
- La hora desnuda (1971)
- Temporada salvaje (1971)
- El sabor de la venganza (1971) - Sara Carson
- Las reglas del juego (1971) - Verónica
- El festín de la loba (1972) - Teresa de Jesús
- Basuras humanas (1972) - Laura
- Fin de fiesta (1972) - Silvia
- The Deadly Trackers (1973) - María
- Volveré a nacer (1973) - Mónica
- Quiero la cabeza de Alfredo García (1974) - Elita
- El llanto de la tortuga (1975) - Diana
- La India (1976) - La India
- El hombre de los hongos (1976) - Elvira
- Drum (1976) - Mariana
- Celestina (1976) - Melibea
- Acto de posesión (1977) - Raquel
- La viuda negra (1977) - Matea Gutiérrez
- María, la santa (1977) - La Mulata
- Joshua (1977) - Mujer mexicana
- Casa de citas (1978)
- Oro rojo (1978) - María
- Cara al sol que más calienta (1978) - Nati
- Muñecas de medianoche (1979)
- The Street of L.A (1979) - Anita Zamora
- Las cariñosas (1979)
- Navajeros (1980) - Mercedes
- Las tentadoras (1980)
- Las siete cucas (1981)
- La pulquería (1981)
- Las mujeres de Jeremías (1981)
- El macho biónico (1981) - Leonor "La Leona"
- Las siete cucas (1981) - Cuca
- Las mujeres de Jeremías  (1981) - Tamar
- El amor es un juego extraño (1982)
- Una gallina muy ponedora (1982)
- Barbarosa (1982) - Josephina
- Las apariencias engañan (1983) - Adriana / Adrián
- Naná (1984) - Satin
- Mañosas pero sabrosas (1984) - Mónica
- Las glorias del gran Púas (1984)
- Gringo mojado (1984) - Mona Mur
- San Judas de la frontera (1984)
- Nos reímos de la migra (destrampados y mojados) (1984)
- El secuestro de Lola (1986)
- Las amantes del señor de la noche (1986) - Amparo
- Dos chichimecas en Hollywood (1986)
- The Alamo: Thirteen Days To Glory (1987) - Señora Cos
- Las borrachas (1989)
- Salvajes (1989)
- Blood screams (1990)
- Discriminación maldita (1990)
- El reportero (1990)
- En legitima defensa (1992)
- Manhattan Merengue (1995) - Alfidia
- La ley de Herodes (1999) - Doña Lupe
- Killer Snake (2004) - Lupe
- Puños rosas (2004) - La Güera
- Como tú me has deseado (2005)
- Mujer alabastrina (2006)
- Fuera del cielo (2006) - Madre
- Cobrador: In God We Trust (2007) - La Gitana
- Arráncame la vida (2008) - Gitana
- Crepúsculo rojo (2008) - Locha
- Conozco la cabeza de Juan Pérez (2008) - Adivina
- Crónicas chilangas (2009) - Anita
- Amar (2009) - Concha
- El Infierno (2010) - Doña Rosaura
- Te extraño (2010) - Sofía
- Más allá del muro (2011)
- Los inadaptados (2011) - Rosario
- Salvando al soldado Pérez (2011) - Doña Elvira Pérez
- El Jeremías (2015) - Herminia
- Las horas contigo (2015) - Doña Mari
- American curious (2016) - Bertha García
- Island of the Dolls (2018) - Abuela
- Si yo fuera tú (2018) - Nana
- Mas sabe el diablo por viejo (2018) - Marilú Sáenz
- Dora y la ciudad perdida (2019) - La Hechicera del bosque
- Cindy la Regia (2020) - Mercedes

### Como productora y escritora
- Navajeros (1980)
- Una gallina muy ponedora (1982)
- Los amantes del señor de la noche (1986) - Directora

### Bandas sonoras
- Quiero la cabeza de Alfredo García (1974) - "Bennie´s Song"
- Gringo Mojado (1984) - "Amanecí en tus brazos", "El siete mares"

## Premios y nominaciones

### Premios TVyNovelas
| Año  | Categoría            | Telenovela                        | Resultado |
| ---- | -------------------- | --------------------------------- | --------- |
| 2008 | Mejor primera actriz | Pasión                            | Nominada  |
| 2016 | Mejor primera actriz | Muchacha italiana viene a casarse | Nominada  |
| 2019 | Mejor primera actriz | Like                              | Nominada  |

### Premio Ariel
| Año  | Categoría                  | Película          | Resultado |
| ---- | -------------------------- | ----------------- | --------- |
| 1984 | Mejor actriz               | La viuda negra    | Ganadora  |
| 2000 | Mejor coactuación femenina | La ley de Herodes | Ganadora. |
| 2007 | Mejor coactuación femenina | Fuera del cielo   | Ganadora  |
| 2015 | Mejor coactuación femenina | Las horas contigo | Ganadora  |
| 2016 | Mejor coactuación femenina | El Jeremías       | Nominada  |
| 2017 | Ariel de oro               | Trayectoria       | Ganadora  |

### Premios ACE
| Año  | Categoría               | Película          | Resultado |
| ---- | ----------------------- | ----------------- | --------- |
| 2001 | Mejor actriz de reparto | La ley de Herodes | Ganadora  |
| 2010 | Mejor actriz de reparto | Arráncame la vida | Ganadora  |